# Grande Prêmio da Espanha de Motovelocidade de 2010
O Grande Prêmio da Espanha de 2010 foi a segunda etapa da Temporada de MotoGP de 2010. Aconteceu entre os dias 30 de abril e 2 de maio de 2010 no Circuito de Jerez, localizado em Jerez de la Frontera, Espanha. Jorge Lorenzo obteve a vitória da corrida da MotoGP, após ultrapassar Dani Pedrosa na última volta, e assumiu a liderança do Mundial de Pilotos.

## Classificação da MotoGP
| Pos                    | No | Piloto           | Construtor | Voltas | Tempo/Aband. | Grid | Pontos |
| ---------------------- | -- | ---------------- | ---------- | ------ | ------------ | ---- | ------ |
| 1                      | 99 | Jorge Lorenzo    | Yamaha     | 27     | 45:17.538    | 2    | 25     |
| 2                      | 26 | Dani Pedrosa     | Honda      | 27     | +0.543       | 1    | 20     |
| 3                      | 46 | Valentino Rossi  | Yamaha     | 27     | +0.890       | 4    | 16     |
| 4                      | 69 | Nicky Hayden     | Ducati     | 27     | +9.015       | 5    | 13     |
| 5                      | 27 | Casey Stoner     | Ducati     | 27     | +10.034      | 3    | 11     |
| 6                      | 4  | Andrea Dovizioso | Honda      | 27     | +23.144      | 9    | 10     |
| 7                      | 36 | Mika Kallio      | Ducati     | 27     | +34.489      | 17   | 9      |
| 8                      | 33 | Marco Melandri   | Honda      | 27     | +34.687      | 10   | 8      |
| 9                      | 14 | Randy de Puniet  | Honda      | 27     | +36.160      | 6    | 7      |
| 10                     | 19 | Álvaro Bautista  | Suzuki     | 27     | +36.791      | 13   | 6      |
| 11                     | 58 | Marco Simoncelli | Honda      | 27     | +37.155      | 16   | 5      |
| 12                     | 5  | Colin Edwards    | Yamaha     | 22     | +38.260      | 7    | 4      |
| 13                     | 40 | Héctor Barberá   | Ducati     | 27     | +38.371      | 14   | 3      |
| 14                     | 7  | Hiroshi Aoyama   | Honda      | 22     | +1:02.352    | 12   | 2      |
| 15                     | 41 | Aleix Espargaró  | Ducati     | 24     | +3 voltas    | 15   | 1      |
| Ret                    | 11 | Ben Spies        | Yamaha     | 7      | Abandonou    | 8    |        |
| Ret                    | 65 | Loris Capirossi  | Suzuki     | 2      | Acidente     | 11   |        |
| OFFICIAL MOTOGP REPORT |    |                  |            |        |              |      |        |

## Classificação da Moto2
A corrida da Moto2 race teve bandeira vermelhana volta 2 após um derrame de fluido ter causado a queda de muitos motociclistas na mesma volta. A corrida foi posteriormente reiniciada, com a distância diminuída para 17 voltas das 26 originais.
| Pos                   | No | Piloto              | Construtor  | Voltas | Tempo/Aband. | Grid | Pontos |
| --------------------- | -- | ------------------- | ----------- | ------ | ------------ | ---- | ------ |
| 1                     | 24 | Toni Elías          | Moriwaki    | 17     | 29:58.726    | 3    | 25     |
| 2                     | 48 | Shoya Tomizawa      | Suter       | 17     | +0.190       | 1    | 20     |
| 3                     | 12 | Thomas Lüthi        | Moriwaki    | 17     | +0.261       | 5    | 16     |
| 4                     | 72 | Yuki Takahashi      | Tech 3      | 17     | +0.558       | 4    | 13     |
| 5                     | 3  | Simone Corsi        | MotoBi      | 17     | +1.449       | 10   | 11     |
| 6                     | 40 | Sergio Gadea        | Pons Kalex  | 17     | +1.496       | 8    | 10     |
| 7                     | 9  | Kenny Noyes         | Promoharris | 17     | +2.215       | 9    | 9      |
| 8                     | 60 | Julián Simón        | RSV         | 17     | +2.576       | 2    | 8      |
| 9                     | 2  | Gábor Talmácsi      | Speed Up    | 17     | +3.825       | 7    | 7      |
| 10                    | 68 | Yonny Hernandez     | BQR-Moto2   | 17     | +6.691       | 12   | 6      |
| 11                    | 16 | Jules Cluzel        | Suter       | 17     | +8.123       | 14   | 5      |
| 12                    | 44 | Roberto Rolfo       | Suter       | 17     | +11.965      | 17   | 4      |
| 13                    | 77 | Dominique Aegerter  | Suter       | 17     | +12.190      | 21   | 3      |
| 14                    | 65 | Stefan Bradl        | Suter       | 17     | +12.295      | 6    | 2      |
| 15                    | 8  | Anthony West        | MZ-RE Honda | 17     | +12.545      | 11   | 1      |
| 16                    | 45 | Scott Redding       | Suter       | 17     | +12.678      | 27   |        |
| 17                    | 14 | Ratthapark Wilairot | Bimota      | 17     | +13.548      | 30   |        |
| 18                    | 71 | Claudio Corti       | Suter       | 17     | +15.642      | 16   |        |
| 19                    | 80 | Axel Pons           | Pons Kalex  | 17     | +16.740      | 22   |        |
| 20                    | 35 | Raffaele de Rosa    | Tech 3      | 17     | +19.368      | 15   |        |
| 21                    | 10 | Fonsi Nieto         | Moriwaki    | 17     | +20.956      | 18   |        |
| 22                    | 63 | Mike Di Meglio      | RSV         | 17     | +21.129      | 28   |        |
| 23                    | 61 | Vladimir Ivanov     | Moriwaki    | 17     | +31.224      | 35   |        |
| 24                    | 39 | Robertino Pietri    | Suter       | 17     | +31.275      | 31   |        |
| 25                    | 6  | Alex Debón          | FTR         | 17     | +33.283      | 13   |        |
| 26                    | 52 | Lukas Pesek         | Moriwaki    | 17     | +34.090      | 33   |        |
| 27                    | 76 | Bernat Martinez     | Bimota      | 17     | +38.705      | 32   |        |
| 28                    | 17 | Karel Abrahám       | RSV         | 17     | +39.384      | 25   |        |
| 29                    | 41 | Arne Tode           | Suter       | 17     | +43.839      | 23   |        |
| 30                    | 92 | Amadeo Llados       | AJR         | 17     | +46.896      | 37   |        |
| 31                    | 53 | Valentin Debise     | ADV         | 17     | +47.080      | 38   |        |
| 32                    | 25 | Alex Baldolini      | ICP         | 17     | +47.216      | 19   |        |
| 33                    | 88 | Yannick Guerra      | Moriwaki    | 17     | +47.777      | 40   |        |
| 34                    | 95 | Mashel Al Naimi     | BQR-Moto2   | 17     | +56.595      | 41   |        |
| Ret                   | 91 | Ivan Moreno         | Moriwaki    | 8      | Acidente     | 39   |        |
| Ret                   | 59 | Niccolò Canepa      | Force GP210 | 8      | Abandonou    | 34   |        |
| Ret                   | 75 | Mattia Pasini       | MotoBi      | 6      | Abandonou    | 36   |        |
| Ret                   | 55 | Héctor Faubel       | Suter       | 2      | Acidente     | 24   |        |
| Ret                   | 29 | Andrea Iannone      | Speed Up    | 0      | Acidente     | 29   |        |
| Ret                   | 5  | Joan Olivé          | Promoharris | 0      | Acidente     | 20   |        |
| DNS                   | 15 | Alex De Angelis     | Force GP210 |        | Não começou  | 26   |        |
| DNS                   | 21 | Vladimir Leonov     | Suter       |        | Não começou  | 42   |        |
| OFFICIAL MOTO2 REPORT |    |                     |             |        |              |      |        |

## Classificação da 125cc
| Pos                   | No | Piloto               | Construtor | Voltas | Tempo/Aband. | Grid | Pontos |
| --------------------- | -- | -------------------- | ---------- | ------ | ------------ | ---- | ------ |
| 1                     | 44 | Pol Espargaró        | Derbi      | 23     | 41:36.146    | 2    | 25     |
| 2                     | 40 | Nicolás Terol        | Aprilia    | 23     | +1.886       | 5    | 20     |
| 3                     | 12 | Esteve Rabat         | Aprilia    | 23     | +15.180      | 4    | 16     |
| 4                     | 38 | Bradley Smith        | Aprilia    | 23     | +17.110      | 7    | 13     |
| 5                     | 71 | Tomoyoshi Koyama     | Aprilia    | 23     | +25.069      | 11   | 11     |
| 6                     | 23 | Alberto Moncayo      | Aprilia    | 23     | +26.860      | 9    | 10     |
| 7                     | 14 | Johann Zarco         | Aprilia    | 23     | +27.102      | 12   | 9      |
| 8                     | 35 | Randy Krummenacher   | Aprilia    | 23     | +28.465      | 10   | 8      |
| 9                     | 5  | Alexis Masbou        | Aprilia    | 23     | +28.963      | 17   | 7      |
| 10                    | 53 | Jasper Iwema         | Aprilia    | 23     | +58.830      | 13   | 6      |
| 11                    | 11 | Sandro Cortese       | Derbi      | 23     | +1:03.035    | 6    | 5      |
| 12                    | 78 | Marcel Schrötter     | Honda      | 23     | +1:04.722    | 18   | 4      |
| 13                    | 26 | Adrián Martín        | Aprilia    | 23     | +1:04.841    | 15   | 3      |
| 14                    | 84 | Jakub Kornfeil       | Aprilia    | 23     | +1:05.248    | 20   | 2      |
| 15                    | 39 | Luis Salom           | Lambretta  | 23     | +1:09.300    | 25   | 1      |
| 16                    | 57 | Isaac Viñales        | Aprilia    | 23     | +1:09.540    | 14   |        |
| 17                    | 87 | Luca Marconi         | Aprilia    | 23     | +1:34.926    | 21   |        |
| 18                    | 58 | Joan Perello         | Honda      | 23     | +1:42.695    | 24   |        |
| 19                    | 59 | Johnny Rosell        | Honda      | 23     | +1:51.484    | 26   |        |
| 20                    | 63 | Zulfahmi Khairuddin  | Aprilia    | 23     | +1:51.525    | 31   |        |
| 21                    | 80 | Quentin Jacquet      | Aprilia    | 22     | +1 volta     | 28   |        |
| 22                    | 72 | Marco Ravaioli       | Lambretta  | 22     | +1 volta     | 30   |        |
| Ret                   | 94 | Jonas Folger         | Aprilia    | 22     | Acidente     | 19   |        |
| Ret                   | 99 | Danny Webb           | Aprilia    | 21     | Acidente     | 8    |        |
| Ret                   | 7  | Efrén Vázquez        | Derbi      | 18     | Abandonou    | 3    |        |
| Ret                   | 60 | Michael Van Der Mark | Aprilia    | 15     | Abandonou    | 29   |        |
| Ret                   | 69 | Louis Rossi          | Aprilia    | 14     | Abandonou    | 16   |        |
| Ret                   | 51 | Riccardo Moretti     | Aprilia    | 5      | Acidente     | 27   |        |
| Ret                   | 50 | Sturla Fagerhaug     | Aprilia    | 1      | Acidente     | 23   |        |
| Ret                   | 32 | Lorenzo Savadori     | Aprilia    | 0      | Acidente     | 22   |        |
| Ret                   | 93 | Marc Márquez         | Derbi      | 0      | Acidente     | 1    |        |
| OFFICIAL 125CC REPORT |    |                      |            |        |              |      |        |